# Fujiwara no Tadahira

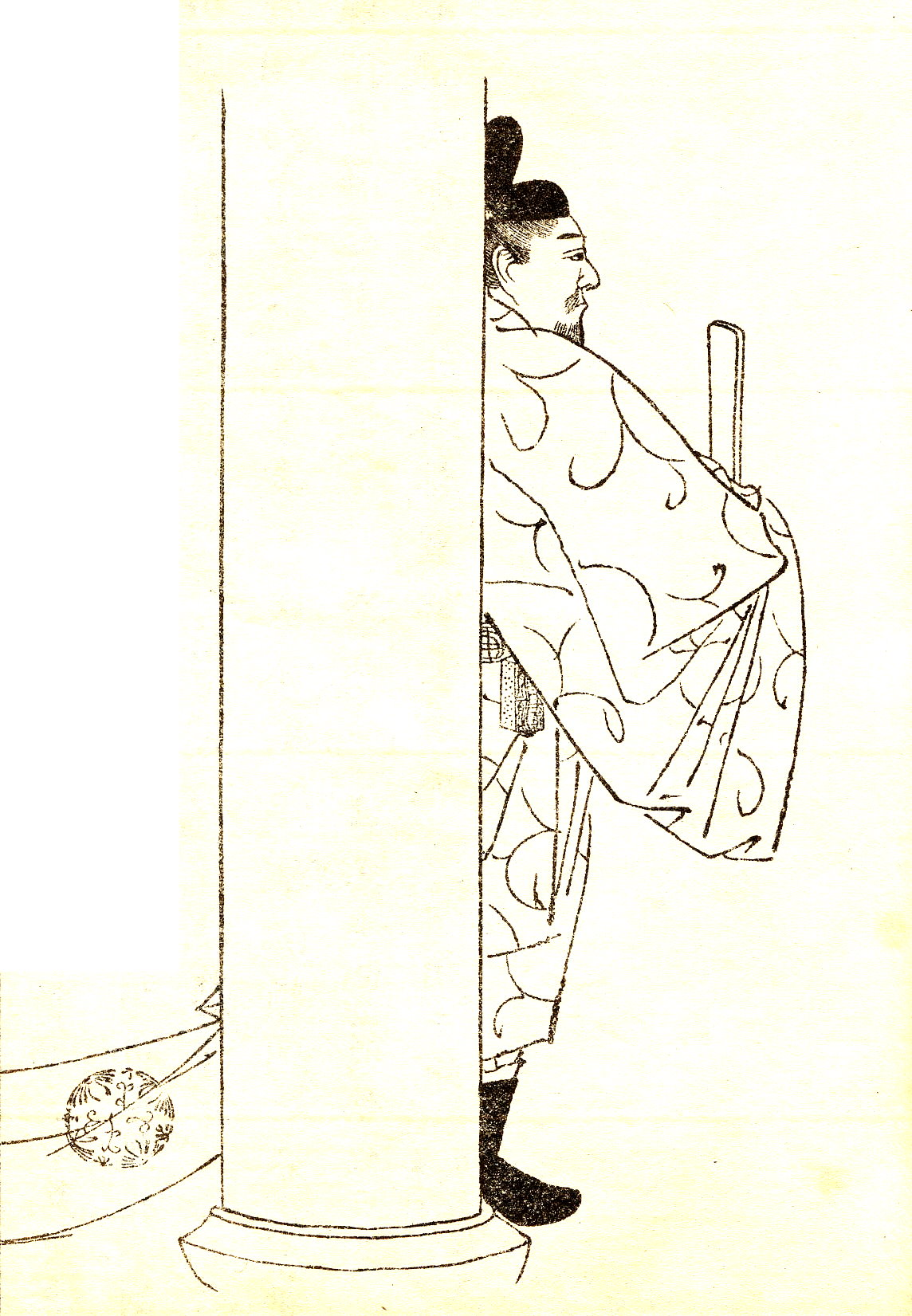
Fujiwara no Tadahira. (Historisierende Zeichnung von Kikuchi Yōsai, 19. Jhdt.)

Fujiwara no Tadahira (jap. 藤原 忠平; * 880; † 949) war ein Kuge (Hofadeliger), Regierungsvorstand und Regent für zwei japanische Kaiser der frühen Heian-Zeit. Obwohl bereits zwei andere Mitglieder des Hauses als Regenten fungiert hatten, entwickelten sich die Modalitäten des sesshō-Systems erst zu seiner Zeit.
Er tat sich zudem als Dichter hervor und ist im Ogura Hyakunin Isshu verewigt.

## Laufbahn
Fujiwara no Tadahira war ein Spross der nördlichen Fujiwara-Linie. Er war der vierte Sohn von Fujiwara no Mototsune (836–891). Fujiwara no Yoshifusa (804–872) adoptierte ihn als Erben.
Im Alter von 16 Jahren (895) für volljährig erklärt, wurde ihm vom Uda-Tennō († 942) der 5. untere Hofrang verliehen. Im darauffolgenden Jahr wurde er kommissarischer Gouverneur (gon no kami) der Provinz Bingo, ein Posten, der ihm einen Teil der Steuereinnahmen zum Lebensunterhalt sicherte, ohne die Hauptstadt verlassen zu müssen.
Beim Regierungsantritt Daigos (897) stand er im unteren 4. Rang. Im Jahre 900 heiratete er die Prinzessin Nobuko, eine Tochter des zurückgetretenen Uda, der ihn sehr geschätzt zu haben scheint. Dass er Sohn bzw. Enkel der vorgehenden Regenten war, hat seinen Aufstieg sicher ebenfalls befördert. Er hatte mindestens eine Nebenfrau, eine Tochter des Fujiwara no Tsunekuni.
Er erfüllte – als udaiben – eine einflussreiche Vermittlerstellung zwischen dem Thron, den Beratern, dem Staatsrat und dem zurückgetretenen Kaiser. In dieser Stellung sammelte er auch Erfahrungen zu den Aspekten der Provinzverwaltung. Er dürfte an der Formulierung (905–927) der Engi-Reformen (Engishiki), die unter anderem eine verbesserte Steuererhebung zum Ziel hatten, von Anbeginn mit beteiligt gewesen sein. Sein Bruder Tokihira (871–909) war zu diesem Zeitpunkt Kanzler zur Linken (sadaijin).
Es folgte ein kontinuierlicher Aufstieg in der Hierarchie, darunter Ratgeberposten, die Ernennung zum provisorischen Gouverneur der Provinz Bizen (905/01) und 908 die Ernennung zum Berater des Staatsrats (sangi) und zugleich dreier Direktorenstellen, alle mit Bezug zur persönlichen Sicherheit der „himmlischen Majestät“. Beim Tode seines Bruders Tokihira (909/04) wird er Klanchef, damit auch zum Patron des Familientempels Kōfuku-ji in Nara; zu diesem Zeitpunkt hat er bereits den 3. unteren Hofrang.
Nachdem er 911 zum dainagon befördert wurde, folgt zwei Jahre darauf die Ernennung zum Kommandeur der linken inneren Garde. 914 wird er Kanzler zur Rechten (udaijn). Diese Stellung hatte eine Pfründe von 2000 Haushalten. Da die protokollarisch höheren Ämter unbesetzt sind, ist er damit effektiver Regierungsvorstand. Die Ernennung zum sadaijin (Kanzlers zur Linken) erfolgte erst 10 Jahre später, obwohl ihm schon 916/02 der untere zweite Hofrang verliehen worden war.
Siehe auch: Ritsuryō (Verwaltungsorganisation und Rangsystem des Hofes)

## Regentschaft
Fujiwara no Tadahira wurde im Jahre 930, vom zurücktretenden Daigo-Tennō, der bereits im Sterben lag, zum Regenten (sesshō) für den 7-jährigen Kronprinzen Hiroakira ernannt. Der spätere Suzaku-Tennō war der dritte Sohn Daigos mit der Kaisergemahlin Yasuko, einer leiblichen Schwester Tokihiras. Die beiden älteren Kronprinzen Yasuaki und Yoshiori waren jung verstorben. Man glaubte, sie seien dem Rachegeist (urami) des Sugawara no Michizane zum Opfer gefallen. Suzaku sollte daher besonders geschützt werden.
Tadahira war bis 941 sesshō (Regent) und damit effektiver Herrscher. In dieser Zeit stieg er protokollarisch noch weiter auf: Bereits 930/12 erhielt er als Zeichen seiner Würde eine Eskorte aus zwei udoneri und acht zuijin-Reitern beigeordnet. Es folgte 932 die Ernennung in den ersten unteren Hofrang; 938/08 zum Großkanzler (Pfründe: 3.000 Haushalte). Im darauffolgenden Jahr wurde er den drei Kaiserinnen gleichgestellt. Nach der Thronbesteigung des Suzaku-Tennō wurde er dessen Berater (Kampaku). In die Zeit der Regentschaft fällt der Versuch die zuverlässige Ablieferung der Steuereinnahmen an die Hauptstadt wieder sicherzustellen (was jedoch erst unter seinen Nachfolgern um 960 effektiv gelang). Weiterhin wurden der Aufstand des Taira no Masakado im Kantō niedergeschlagen und die Piraterie des Fujiwara no Sumitomo († 941/07) bekämpft.
Suzaku trat 946/04 zugunsten seines jüngeren Bruders zurück. Der neue Tennō Murakami beließ Tadahira in seiner Stellung bis zu dessen Tode 949. Zwei Söhne Tadahiras standen zu diesem Zeitpunkt als Kanzler dem Staatsrat vor: Saneyori und Moruske.